# Bédy-Goazon
Bédy-Goazon este o comună din departamentul Guiglo, regiunea Moyen Cavally, Coasta de Fildeș.